# Hanácký voláč
Hanácký voláč je plemeno holuba domácího vyšlechtěné na Hané v České republice. Je to velký dlouhonohý pták s velkým voletem, vzpřímené postavy a tzv. pštrosí kresbou, základní barva peří je bílá, jen hlava, horní část krku, křídla, hřbet, ocas a rousy jsou barevné. Tělesnými tvary se podobá rousnému sedlatému voláči. či voláči bavorskému.
Patří mezi česká národní plemena holubů a v roce 2012 byl v České republice chován v počtu 708 kusů. Kromě Česka se chová především na Slovensku, dále v Německu, Rakousku, Nizozemí a v Polsku, ale občas se objevuje i jinde, například v USA, Kanadě, Izraeli, ve východní Evropě či v muslimských zemích. V seznamu plemen EE a v českém vzorníku plemen náleží do plemenné skupiny voláčů a to pod číslem 0314.

## Historie
Hanácký voláč je plemeno poměrně mladé. Vznikl na Hané koncem 19. století. Cílem šlechtění bylo od počátku vytvoření plemene velkého, vysokonohého rousného voláče s pštrosí kresbou. Pravděpodobně vznikl křížením anglického voláče s voláčem pomořanským a některým plemenem s  pštrosí kresbou, pravděpodobně se jednalo o moravského pštrosa. První označení vznikajícího plemene bylo "moravský volatý pštros" a nejčastějším barevným rázem byl černý šupinatý. Na začátku 20. století se chovu hanáckých voláčů ujmuli především prostějovští chovatelé a jejich zásluhou byl v červnu roku 1925 v časopisu Zvířena publikován první standard plemene. První oficiální název plemene byl moravský hanácký voláč. Nejvíce rozšířenými a  také nejprošlechtěnějšími rázy byli černí a černí šupinatí.
V druhé polovině 20. století byl vzorník plemene dále upraven a upřesněn. U holubů byla vylepšena volatost, výška nohou i rousy a intenzita zbarvení peří. Na konci 20. století již hanácký voláč získal vzpřímenou postavu, vysoké nohy s bohatým talířovitým rousem a dále byla prošlechtěna volatost a to i u holubic.
Chovatele hanáckých holubů sdružuje Klub chovatelů hanáckých, anglických, pomořanských a českých voláčů sedlatých rousných, který byl založen v roce 1956.

## Popis
Hanácký voláč patří mezi velké voláče. Jeho postava je velká a vysoká, avšak elegantní, a dosahuje délky 44–47 cm. Držení trupu je co nejkolmější. Hlava je výrazná, poměrně velká a dobře zakulacená, poměrně velká s širokým čelem. Barva očních duhovek je žlutá až oranžová, obočnice odpovídají barvě opeření. Zobák je středně dlouhý a poměrně silný, u černých a modrých holubů je černý, u červených a žlutých světlý. Krk široce nasedá na trup a musí být co nejdelší, je to totiž podmínka dobré volatosti; vole je skvěle vyvinuté i u holubic, je velké, hruškovitého tvaru, dobře přitažené pod zobákem a ve své dolní části, na hrudi ptáka, podvázané. Hrudní kost je dlouhá a její kýl lehce vystupuje, křídla v ramenou částečně odstávají, jinak jsou dobře složená a jejich letky se nad ocasem mírně kříží. Ocas je nesen v linii hřbetu. Nohy jsou velmi dlouhé, od kolenního kloubu po konec třetího prstu mají 16–18 cm, jsou nepodkleslé, z lýtek vyrůstají supí pera a běháky a prsty jsou silně opeřené bohatým, hustým rousem talířovitého tvaru. Pera tvořící rous mohou být až 10 cm dlouhá.
Hanácký voláč se chová pouze v pštrosí kresbě. Tato kresba, nazývaná též gazzi, je tvořena ostře ohraničenými barevnými plochami na jinak bílém zvířeti. Barevná je hlava a horní část krku, tzv. obojek, křídla, rousy, hřbet, kostřec, ocas a podocasní klín. Dlouhodobým problémem v chovu hanáckého voláče bylo zbarvení rousů: protože kresbu gazzi získal hanácký voláč od moravského pštrosa, který má barevné kalhotky, i rousy hanáckých voláčů byly barevné. Tím se hanácký voláč odlišuje od voláče bavorského, který se rovněž chová v pštrosí kresbě, ale u kterého bylo toto zbarvení docíleno křížením s českým holubem. Ten má kalhotky i křídelní letky bílé a tím pádem jsou rousy bavorského voláče také bílé. Přesto však vzorníky plemene po většinu jeho existence preferovaly bílé rousy i supí pera, což je ovšem geneticky nemožné: Kresba gazzi ve své nejtmavší podobě podmiňuje barevné nohy, barevný hřbet, kostřec a letky. Modifikací je pštrosí kresba bělohrotá, ta zapříčiňuje bílé nohy včetně kalhotek, ale také bílé letky, které jsou u hanáckého voláče nepřípustné. Další modifikací je kresba modeny, ta sice nemá barevné kalhotky a bílé letky, zato má bílý hřbet. Současný vzorník považuje za ideál barevné rousy a supí pera, ale bílé nejsou považovány za vadu.
Chová se především v rázu černém či modrém plnobarevném či jako pruhový, kapratý nebo bezpruhý, dále jako žlutý a červený včetně dominantních, v kresbě bělopruhé či běloocasé ve všech barvách a vzácně i v jiných rázech, jako je andaluzián, či ráz stříbřitý. Na výstavách se hodnotí především tělesné tvary, volatost a délka a opeření nohou, až pak barva a kresba opeření.
Hanácký voláč je nejen exteriérově impozantní plemeno, ale je také velmi temperamentní, rád a dobře předvádí volatost i na výstavách, je životaschopný, dobře plodný a vzorně pečuje o holoubata. K dalšímu zušlechťování plemene se nejvíce používá anglický voláč, dále voláč bavorský či voláč sedlatý rousný. Od přilévání krve pomořanských voláčů se ustupuje, protože po nich zůstává příliš exteriérových vad, jako jsou vikvové oči.